# 330
Năm 330 là một năm trong lịch Julius.

## Sự kiện
- Sự phân chia giữa Đế quốc La Mã thành 2 nước độc lập: Đế quốc Tây La Mã và Đông La Mã